# Karel Josef z Auerspergu
Karel Josef Antonín kníže z Auerspergu (německy Karl Josef Anton von Auersperg; 17. února 1720 Vídeň – 2. října 1800 Losenstein), kníže Ziębice v letech 1783–1791. 5. kníže z Auerspergu.

## Život
Karel Josef z Auerspergu byl nejstarším synem Jindřicha Josefa Jana z Auerspergu a jeho manželky, Marie Dominiky z Lichtenštejna.
Karel Josef byl císařským tajným radou a komorníkem. Zastával také dědičné zemské úřady. Byl vyznamenán Řádem zlatého rouna.
V roce 1791 za 450 000 vídeňských zlatých (neboli 300 000 tolarů) prodal Minsterbersko a okres Ząbkowice pruskému králi Bedřichu Vilémovi II. Smlouva byla podepsána ve Vratislavi a ve Vídni 14. října a 18. října 1791. Smlouva byla konzumována 21. října 1791. Z nabytých peněz vytvořil finanční svěřenský fond.
Dne 11. listopadu 1791 povýšil císař Leopold II. jeho panství Gotschee v Kraňsku (dnešní Kočevje ve Slovinsku) na vévodství, náhradou za prodej Minsterberského vévodství.

## Rodina
22. května 1744 se oženil s Marií Josefou Antonií z Trautsonu (1724–1792), dcerou knížete Jana Viléma z Trautsonu. Manželka jako věno přinesla panství Vlašim a porodila svému manželovi několik dětí:
- Františka (30. srpna 1745 – 2. října 1818), manž. 1768 František Karel hrabě z Daunu, kníže z Thiana (25. listopadu 1746, Vídeň – 17. dubna 1771, Vöcklabruck)
- Marie Josefa (17. prosince 1746 – 13. listopadu 1756)
- Jindřich (6. února 1748 – 17. srpna 1750)
- Vilém I. (9. srpna 1749 – 16. března 1822), 6. kníže z Auerspergu, manž. 1776 Leopoldina Františka hraběnka z Valdštejna-Wartenbergu (7/8. srpna 1761, Mnichovo Hradiště – 30. listopadu 1846, Praha)
- Karel (21. října 1750, Vídeň – 6. prosince 1822, tamtéž), kníže z Auerspergu, později z Auerspergu-Trausonu, manž. 1776 Marie Josefa z Lobkowicz (8. srpna 1756 – 4. září 1823)
- Marie Kristýna (18. února 1752 – 23. června 1791), manž. Josef ze Seilernu (25. srpna 1752 – 26. března 1838), syn Kristiana Augusta ze Seilernu
- Marie Františka de Paula (11. prosince 1752, Vídeň – 13. září 1791, Brno), manž. 1775 Karel Josef ze Salm-Reifferscheidtu (3. dubna 1750, Vídeň – 16. června 1838, tamtéž)
- Josef (18. listopadu 1756 – 1758)
- Jan (29. června 1758 – 11. května 1759)
- Antonín (28. prosince 1759 – 7. února 1767)
- Marie Aloisie (20. listopadu 1762 – 19. května 1825), manž. 1787 Jan Alois II. z Oettingen-Spielbergu (16. dubna 1758 – 27. června 1797)
- Vincenc (31. srpna 1763 – 4. června 1833), manž. 1805 Marie Aloisie z Clam-Gallasu (8. října 1774 – 27. února 1831, Praha)
- Marie Alžběta (6. února 1768 – 21. března 1768)